# Ludwig Brückner (General)
Ludwig Brückner (* 20. Dezember 1768 in Bühl in Baden; † 15. Februar 1832 in Karlsruhe) war ein badischer Generalmajor und zuletzt Garnisonskommandant von Karlsruhe und Polizeidirektor.

## Herkunft
Sein Vater war badischer Hauptmann. Auch sein Bruder Anton (1776–1836) wurde ebenfalls badischer Generalmajor.

## Leben
Er ging am 15. Mai 1784 in badische Dienste und kam als Kadett in das Füsilierbataillon nach Rastatt. Dort wurde er 1788 Seconde-Lieutenant und nahm von 1793 bis 1796 am Ersten Koalitionskrieg gegen Frankreich teil. Nach Auflösung des schwäbischen Kontingents kam er nach Stollhofen, wo er versuchte die Bevölkerung zum Widerstand gegen die Franzosen zu organisieren - zum Entsetzen der badischen Regierung.
Im Zweiten Koalitionskrieg blieb Baden neutral. Im Dritten Koalitionskrieg stand er im Infanterie-Regiment Markgraf Ludwig und kämpfte mit den Franzosen gegen die Österreicher und wurde 1805 zum Major befördert.
Im Vierten Koalitionskrieg kämpfte er gegen die Preußen. Dabei wurde er 1807 bei der Belagerung von Danzig (1807) am Arm verwundet, bei der Erstürmung von Dirschau verdiente er sich das Ritterkreuz des Karl-Friedrich-Militär-Verdienstordens, da er als einer der Ersten den Ort erreichte. 1808 wurde er zum Oberstleutnant befördert. Im Juni 1809 bracht eine Verstärkung von 600 Mann nach Oropesa in Spanien.
Im Fünften Koalitionskrieg kämpfte er wieder gegen Österreich und wurde nach dem Krieg 1810 zum Oberst befördert. Am 1. Oktober 1811 wurde er Kommandeur des 3. Linien-Infanterie-Regiments Graf Wilhelm von Hochburg
Er nahm 1812 an Napoleons Russlandfeldzug als Regimentskommandeur teil. Das Regiment zog mit 41 Offizieren und 1682 Mann in den Krieg. Es kehrten nur 9 Offiziere und 30 Mann zurück, später kamen noch 7 Offizier und mehrere Mannschaften aus der Gefangenschaft. Brückner erhielt für den Feldzug das Kommandeurskreuz des Karl-Friedrich-Militär-Verdienstordens und das Ritterkreuz der französischen Ehrenlegion. Im Jahr 1813 wurde er zum Generalmajor und zum Kommandeur 2. Infanterie-Brigade ernannt. Im September 1813 musste Krank nach Karlsruhe zurückkehren.
Ende 1813 wechselte Baden in das Lager der Alliierten und kämpfte 1814 und 1815 wieder gegen die Franzosen. Er wurde Kommandeur der 3. Infanterie-Brigade und war Kommandeur des Belagerungskorps vor Kehl. Dafür erhielt er das Kommandeurskreuz des österreichischen Leopoldsordens und mit dem Ritterkreuz des Zähringer Löwenordens. 
Nach dem Krieg wurde er Stadtkommandant von Rastatt und anschließend 1817 Garnisonskommandant nach Karlsruhe. Dort erwarb er sich das Vertrauen des Großherzogs und wurde 1820 in das Präsidium der Verwaltungskommission der Generaleinstandsgelderkasse versetzt. Im Jahr 1824 wurde er zusätzlich auch Polizeidirektor. In Anerkennung seiner Leistungen erhielt er 1820 das Kommandeurskreuz und 1826 das Großkreuz des Zähringer Löwenordens.